# 나카소네 재정
나카소네 재정(中曽根裁定)은 1987년 일본 자유민주당 총재 선거에서 다케시타 노보루가 선출된 사건을 말한다.

## 경위
1982년 자유민주당 총재로 선출된 나카소네 야스히로의 임기는 1986년 9월에 만료될 예정이었다. 또한 당시에는 총재 3선이 금지되어 있었기에 나카소네는 더 이상 총재가 될 수 없었다. 하지만 1986년 제38회 일본 중의원 의원 총선거와 제14회 일본 참의원 의원 통상선거 등 중참동시선거를 자유민주당의 압승으로 이끈 나카소네의 공적을 인정하여 1986년 총재 선거를 치르는 대신 나카소네의 임기를 1년 연장하기로 합의했다.
이후 나카소네의 임기 만료가 다가올 무렵인 1987년 5월 14일 다나카파의 회장을 맡고 있던 니카이도 스스무 전 자민당 부총재가 돌연 총재 선거 출마를 표명했다. 당시 니카이도는 78세의 고령이었기에 뉴리더 세 명 중 한 명에 의한 세대교체가 될 것이라는 예상을 뒤엎은 것이었다. 이는 나가타초 전체에 큰 충격을 주었다. 니카이도는 병가 중이던 다나카 가쿠에이와 만나 회담을 하는 등 적극적인 행동에 나섰고 다나카파 내에서는 니카이도와 뉴리더 중 한 명인 다케시타 중 누구를 후보로 내세울지를 두고 교섭이 열렸지만 합의는 좀처럼 이뤄지지 않았다. 결국 7월 4일 다케시타는 자신을 지지하는 의원들을 이끌고 다나카파를 탈퇴해 정식으로 다케시타파를 창설했다.
한편 1985년 굉지회를 선양받은 미야자와 기이치와 1986년 청화회를 양도받은 아베 신타로도 뉴리더의 일원으로 총재 선거에 열의를 보이고 있었다. 고모토파를 이끌고 있던 고모토 도시오는 자신이 운영하던 해운회사 산코키센(三光汽船)의 경영이 상당한 위기를 맞이하여 정계에서 구심력을 상실하고 있었기에 출마하지 않았으며 나카소네파에서는 와타나베 미치오가 후계자로 꼽히고 있었지만 파벌을 완전히 장악하지도 못했고 같은 파벌에서 두 번 연속 총재를 배출할 수도 없는 상황이라 결국 출마하지 못했다.

### 합의에 의한 후보일원화
10월 2일 아베가 총재 선거에 출마할 것을 표명했으며 3일과 5일에는 미야자와와 다케시타가 각각 출마를 표명했다.
7일에는 호텔 오쿠라에서 자민당 최고고문간담회가 열렸다. 이 자리에서 전직 총리인 후쿠다 다케오와 스즈키 젠코는 정국 안정을 이유로 니카이도에게 자중할 것을 촉구했다. 그럼에도 니카이도는 출마를 포기하지 않았지만 총재 선거 출마를 위한 50명의 추천의원을 모으지 못해 결국 출마를 단념했다. 결과적으로 총재 선거에 세 명만 입후보하면서 네 명 이상일 경우 치러야 하는 예비선거는 실시하지 않게 됐다. 따라서 한 번만 치르는 선거를 두고 국회의원에 의한 투표를 실시할지 합의를 통해 후보자를 일원화하여 무투표를 할지를 선택해야 했고 이는 사실상 퇴임하는 나카소네의 뜻에 맡겨졌다.
8일 총재 선거가 고시되었다. 물러난 뒤에도 어느 정도의 영향력을 남기고 싶었던 나카소네는 다케시타와 아베의 우호적 관계, 각복전쟁의 후유증 등에 주목하면서 다케시타와 아베가 연합하는 것을 막기 위한 교란 작전을 펼쳤다. 이는 총재 선거를 막고 합의를 통한 후보일원화를 이루어내기 위함이었다. 뉴리더 중에서는 미야자와만이 대화에 적극적이었는데 당내 최대 파벌을 이끄는 다케시타도 결국 합의를 통한 일원화에 찬성했다. 이에 다케시타파의 오자와 이치로 등은 표 수로 이길 수 있는데 왜 합의를 받아들이냐며 강경하게 나설 것을 주장했다. 하지만 삼각대복중 시대의 치열한 당내 항쟁에 질려 있던 뉴리더들은 합의를 통한 후임 총재 결정을 모색하기 시작했다.
뉴리더 세 명은 10일부터 여섯 차례에 걸쳐 합의에 나섰지만 조정에는 실패했다. 결국 총재 선거일 전날인 19일 후보단일화를 총재 나카소네에게 일임할 것을 결정했다. 나카소네는 이를 받아들였고 다케시타, 아베, 미야자와는 후보직 사퇴서를 제출했다. 퇴임을 앞둔 총재가 후보자를 지명하는 사례는 몇 번 있었지만 유력 후보들이 곧 퇴임할 총재에게 지명받을 것을 기대하며 스스로 물러나는 모습은 굉장히 이례적이었다. 이는 나카소네의 교활함을 잘 보여주는 사례이면서 뉴리더가 아직은 약한 세력이라는 인상을 주었다. 나카소네는 총재실에서 후쿠다, 스즈키, 니카이도의 의견을 듣고 선발 작업을 진행했다.
20일 오전 0시에 나카소네는 당 4역을 총리 관저로 불러 결과를 전달했다. 0시 25분 총재 응접실에서 대기 중이던 뉴리더들은 이토 마사요시 정조회장으로부터 다케시타가 지명되었다는 얘기를 전해들었다. 나카소네는 자신의 임기 중에 시행하지 못했던 소비세 도입 문제, 건강 상태가 좋지 않다는 보도가 연일 나오고 있던 쇼와 천황의 붕어 문제에 대응할 수 있는 사람으로 고려했다고 밝혔다.
나카소네의 후임 지명은 워낙 극비리에 진행되었고 많은 연막을 펼쳤기에 억측이 난무했다. 재정문의 첫 번째 페이지가 누락되었는데 해당 페이지에는 '국제 관계가 중요하다'는 문구가 있어 외교 경험이 적은 다케시타가 아니라 아베 혹은 미야자와가 유력했던 것이 아닌가하는 예상이 당시에도 있었다고 한다. 지지 통신사는 '아베 총리 탄생'이라는 오보를 내기도 했으며 TV 아사히의 『뉴스 스테이션』은 독자적인 총재 선거 시뮬레이션을 통해 아베가 12대 총재로 선출될 것을 예측하기도 했다.
다케시타가 선거가 아닌 합의를 통해 후임 총재를 정하기로 결정하자 다케시타파 내에서는 불만이 많았다고 전술했는데 이는 아베파도 마찬가지였다. 최종적으로 아베가 탈락하자 아베파에 속하는 정치인들은 숙연해졌는데 뒤늦게 돌아온 아베를 보고 고이즈미 준이치로가 "당신이 그러니까 무르다는 소리를 듣는 거야!"라고 소리쳤다고 한다. 고이즈미의 분노에 주변은 놀라서 가만히 있었고 아베는 쓴웃음만을 지었다고 한다. 이 얘기는 당시 동석 중이던 히라누마 다케오가 술회하면서 알려진 것이다.

### 다케시타 내각의 성립
다케시타는 총재로 선임되자 아베를 간사장에, 미야자와를 부총리 겸 대장상에 임명하여 뉴리더를 끌어안았으며 나카소네파의 와타나베를 정조회장에, 스즈키파의 이토를 총무회장에 앉혀 거당 체제를 만들었다. 고모토파 역시 다케시타파와 좋은 관계를 유지하고 있었기에 다케시타 내각은 자민당 정권에서 처음으로 비주류파가 존재하지 않는 내각이 되었다.
하지만 1988년 6월 리쿠르트 사건이 세간에 보도되면서 아베, 미야자와, 와타나베 등 내각의 주요 인물들 대부분이 뇌물 의혹에 휩싸이면서 다케시타의 후임을 노리기 힘들게 되었다. 결국 다케시타는 2년 만에 총재직에서 물러났고 후임에는 우노 소스케, 다시 2개월만에 가이후 도시키에게로 넘어갔다.
총재로 유력했던 아베는 결국 1991년 5월 병사하여 끝내 총재직에 오르지 못했다. 한편 미야자와는 가이후 끌어내리기의 결과 가이후가 퇴진한 뒤 다케시타파의 지지를 받아 1991년 10월 총재직에 오른다. 하지만 이후 다케시타파가 분열하면서 내각불신임안이 통과되고 치러진 제40회 일본 중의원 의원 총선거에서 자민당이 패배하면서 55년 체제는 막을 내리고 미야자와도 55년 체제의 마지막 자민당 출신 총리대신이 되었다.

## 같이 보기
- 뉴리더
- 황민당 사건

## 참고 문헌
- 오쿠시마 사다오 (2005년 9월 25일). 《自民党幹事長室の30年》 [자민당 간사장실 30년]. 중앙공론신사. ISBN 978-4122045934.
- 하야사카 시게조 (1988년 11월 20일). 《駕籠に乗る人・担ぐ人―自民党裏面史に学ぶ》 [가마를 타는 사람과 메는 사람 - 자민당의 숨겨진 역사에서 배우다]. 쇼덴샤. ISBN 978-4396610159.
- 하야사카 시게조 (1991년 12월 12일). 《権力の司祭たち》 [권력의 사제들]. 아스카신사. ISBN 978-4870311039.
- 야노 준야 (1994년 9월 1일). 《二重権力・闇の流れ》 [이중 권력 · 어둠의 흐름]. 분게이슌주. ISBN 978-4163492100.
- 다치바나 다카시 (2005년 8월 10일). 《政治と情念》 [정치와 정념]. 분게이슌주. ISBN 978-4167330187.